# Heil dir im Siegerkranz

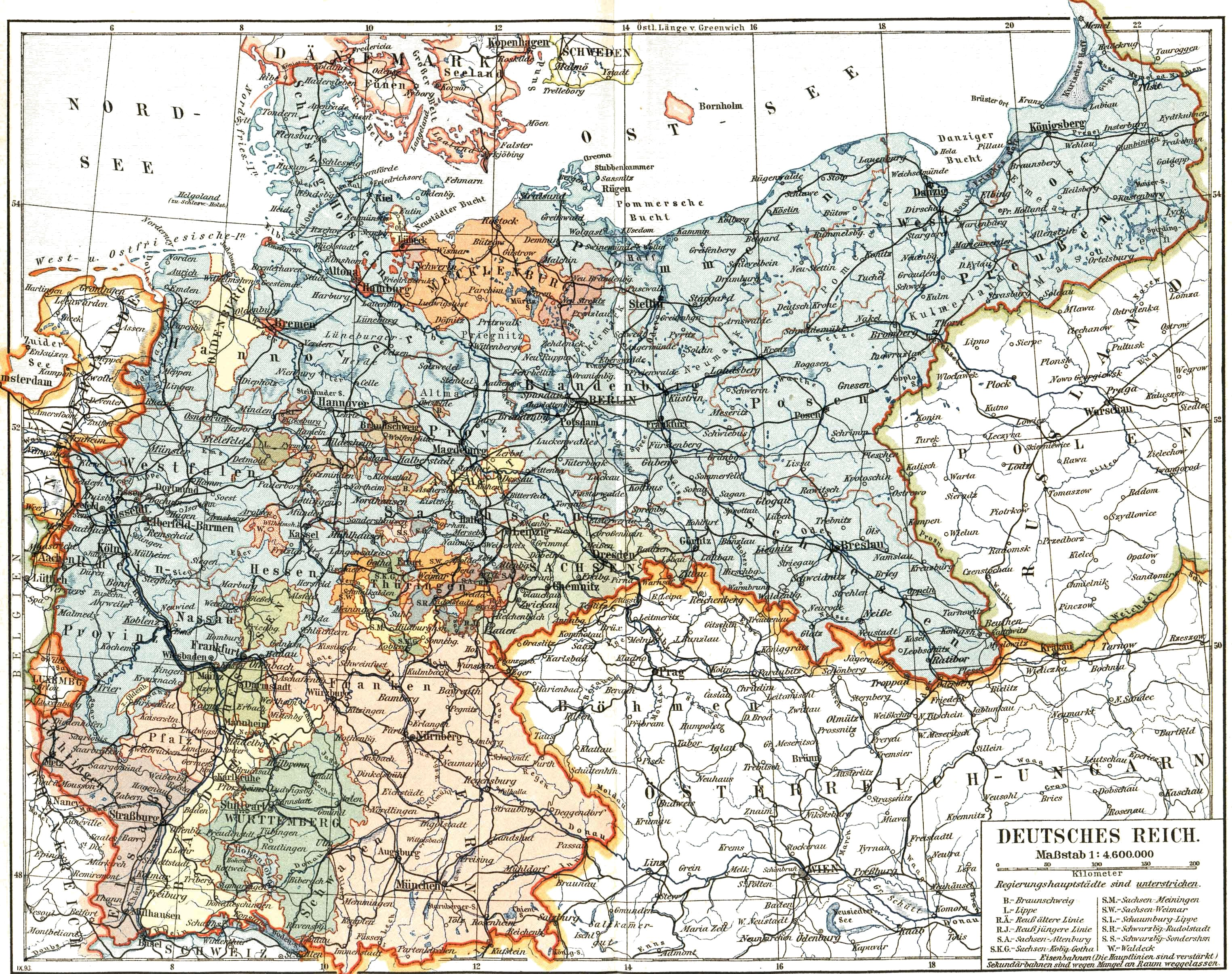
Het Duitse Keizerrijk, 1893

Heil dir im Siegerkranz (Heil U in de Zegekrans) was het volkslied van het Duitse Keizerrijk. In 1922 werd het vervangen door het Deutschlandlied. Oorsprong van de tekst is onbekend.
Toen Duitsland een verenigd keizerrijk werd in 1871 onder Wilhelm I, werd de melodie van het volkslied van Pruisen ingesteld als volkslied. Pruisen voerde dit volkslied sinds 1840, hiervoor was het Ich bin ein Preuße. De melodie van Heil dir im Siegerkranz is gelijk aan die van het volkslied van Engeland (God Save the Queen) en Liechtenstein. De Zuid-Duitse staten (zoals Beieren, Württemberg) hadden grote moeite dit volkslied te accepteren. Omdat er geen ander lied voorhanden was, bleef het ook na de abdicatie van Wilhelm II, in 1918, gelden.
Een lied dat in de Zuid-Duitse staten als alternatief voor Heil dir im Siegerkranz werd gebruikt was Die Wacht am Rhein.

## Tekst
Heil dir im Siegerkranz, 

Herrscher des Vaterlands! 

Heil, Kaiser dir. 

|: Fühl' in des Thrones Glanz 

die hohe Wonne ganz: 

Liebling des Volks zu sein! 

Heil Kaiser, dir! :|
Nicht Roß' und Reisige 

sichern die steile Höh' 

wo Fürsten steh'n: 

|: Liebe des Vaterlands, 

Liebe des freien Manns 

gründet der Herrscherthron 

wie Fels im Meer. :|
Heilige Flamme, glüh' 

glüh' und erlösche nie 

fürs Vaterland! 

|: Wir alle stehen dann 

mutig für einen Mann, 

kämpfen und bluten gern 

für Thron und Reich! :|
Handlung und Wissenschaft 

hebe mit Mut und Kraft 

ihr Haupt empor! 

|: Krieger- und Heldentat 

finde ihr Lorbeerblatt 

treu aufgehoben dort 

an deinem Thron! :|
Dauernder stets zu blüh'n 

Weh' unsre Flagge kühn 

Auf hoher See! 

|: Ha, wie so stolz und hehr 

Wirft über Land und Meer 

Weithin der deutsche Aar 

Flammenden Blick. :|
Sei, Kaiser Wilhelm, hier 

lang deines Volkes Zier, 

der Menschheit Stolz! 

|: Fühl' in des Thrones Glanz 

die hohe Wonne ganz: 

Liebling des Volks zu sein! 

Heil, Kaiser, dir! :| 

### Nederlandse tekst
Gegroet in de krans,  
 
Heersers van het vaderland!  
 
Gegroet, keizer.  
 
|: Voel de pracht van de troon 
 
de high bliss helemaal:  

Om de lieveling van de mensen te zijn!  
 
Gegroet, keizer!  : |  
Geen paarden en stokken beveilig  
 
de steile hoogten waar  
 
prinsen staan:  

|: Liefde voor het vaderland,  
 
De liefde van de vrije man  
 
sticht de troon van de heerser als een  
 
rots in de zee. : |
Heilige vlam, gloed gloed en ga nooit uit voor het vaderland! |: We staan dan allemaal moedig voor een man houden van vechten en bloeden voor troon en koninkrijk! : | Perceel en wetenschap verheffen met moed en kracht hun hoofden omhoog! |: Krijger en heroïsche daad zoek haar laurierblad daar in goede handen op je troon! : | Altijd langer bloeien Blaas moedig onze vlag Op volle zee! |: Ha, hoe trots en nobel Gooit over land en zee Verre van de Duitse Aar Brandende blik. : | Wees hier, Kaiser Wilhelm lange versiering van uw volk, trots van de mensheid! |: Voel de pracht van de troon de hoge gelukzaligheid volledig: Om de lieveling van de mensen te zijn! Gegroet, keizer! : |